# Lijst van catalogusaanduidingen bij bekende componisten
De onderstaande lijst van catalogusaanduidingen bij bekende componisten bevat veelgebruikte catalogusafkortingen, bij veel componisten bestaande uit een letteraanduiding (vaak een afkorting van de naam van degene die de catalogus heeft samengesteld, of van de uitgever), gevolgd door een nummer. Sommige catalogi zijn chronologisch op jaar van ontstaan, andere zijn rangschikkingen op datum van uitgave, op genre, instrumentatie of op titel.
- C = chronologisch
- T = thematisch

| Afkorting | Titel of verkorte benaming                                                                                               | Soort | Auteur                               | Componist | Taal                                         | Eerste druk                                                                  |
| --------- | --- | ----- | ------------------------------------ | --- | -------------------------------------------- | ---------------------------------------------------------------------------- |
| A         | |       | Vladimír Altner                      | František Xaver Dušek |                                              |                                                                              |
| AMA       | Alte Mozart-Ausgabe (Wolfgang Amadeus Mozart's Werke: kritisch durchgesehene Gesammtausgabe)                             |       |                                      | Wolfgang Amadeus Mozart | Duits                                        | 1877-...                                                                     |
| AV        | Asow-Verzeichnis | T     | Müller von Asow (1892-1964)          | Richard Strauss | Duits                                        | 1959-1974: ISBN 3-900035-31-8                                                |
| AV        | | T     | Müller von Asow (1892-1964)          | Max Reger | Duits                                        | 1944                                                                         |
| B         | | T     | Jarmil Burghauser (1921-1997)        | Antonín Dvořák | Tsjechisch, Duits en Engels                  | 1960                                                                         |
| B of Ben  | | T     | Rita Benton                          | Ignaz Pleyel | Engels                                       | 1977: ISBN 0-918728-04-5                                                     |
| BC        | Bach-Compendium |       | Schulze en Wolff                     | Johann Sebastian Bach | Duits                                        | 1985-...                                                                     |
| BeRI      | |       | Ingmar Bengtsson                     | Johan Helmich Roman |                                              |                                                                              |
| BuxWV     | Buxtehude-Werke-Verzeichnis                                                                                              |       | Georg Karstädt (1903)                | Dietrich Buxtehude | Duits                                        | 1974: ISBN 3-7651-0065-X                                                     |
| BWV       | Bach-Werke-Verzeichnis: Thematisch-systematisches Verzeichnis der musikalischen Werke von Johann Sebastian Bach          |       | Wolfgang Schmieder (1901-1990)       | Johann Sebastian Bach | Duits                                        | 1950                                                                         |
| D         | |       | Minos Dounias (1900-1962)            | Giuseppe Tartini (vioolconcerten) | Duits                                        | 1935                                                                         |
| D         | | T     | Otto Erich Deutsch (1883-1967)       | Franz Schubert | Engels                                       | 1951                                                                         |
| DD        | | T     | Denijs Dille (1904-2005)             | Béla Bartók | Hongaars                                     | 1961-1971                                                                    |
| DF        | | T     | Dan Fog (1919-2000)                  | Christoph Ernst Friedrich Weyse | Deens                                        | 1979                                                                         |
| deest     | |       |                                      | geplaatst achter een catalogusaanduiding om aan te geven dat deze compositie erin ontbreekt (van het Latijnse deesse "afwezig", meervoud desunt) |                                              |                                                                              |
| E         | |       | Cliff Eisen (1952)                   | Leopold Mozart |                                              |                                                                              |
| E         | |       | zie K-E                              | |                                              |                                                                              |
| F         | |       | Antonio Fanna                        | Antonio Vivaldi |                                              |                                                                              |
| F         | | T     | Martin Falck (1888-1914)             | Wilhelm Friedemann Bach | Duits                                        | 1913                                                                         |
| FbWV      | Froberger-Werke-Verzeichnis                                                                                              | T     | Siegbert Rampe                       | Johann Jakob Froberger | Duits                                        | 1993                                                                         |
| FS        | |       | Dan Fog en Torben Schousboe          | Carl Nielsen | Deens                                        | 1965                                                                         |
| G         | |       | Remo Giazotto (1910-1998)            | Giovanni Battista Viotti | Italiaans                                    | 1956                                                                         |
| G         | | T     | Remo Giazotto (1910-1998)            | Tomaso Albinoni | Italiaans                                    | 1945                                                                         |
| G         | | T     | Franz Giegling (1921)                | Giuseppe Torelli | Duits                                        | 1949                                                                         |
| GP        | |       | Graham Parlett                       | Arnold Bax | Engels                                       | 1972: ISBN 0902070045                                                        |
| Gy        | |       | Yves Gérard                          | Luigi Boccherini | Engels                                       | 1969: ISBN 0-19-711616-7                                                     |
| H         | |       | Ernest Eugene Helm (1928)            | Carl Philipp Emanuel Bach | Engels                                       | 1987                                                                         |
| H         | Beethoven-Katalog |       | Willy Hess (1906-1997)               | Ludwig van Beethoven ongepubliceerde opuspartituren                                                                                              | Duits                                        | 1957                                                                         |
| H         | List of works by Frank Bridge                                                                                            | C     | Paul Hindmarsh Hindmarsh             | Frank Bridge | Engels                                       |                                                                              |
| H         | |       | Hugh Wiley Hitchcock (1923-2007)     | Marc-Antoine Charpentier | Frans en Engels                              | 1982: ISBN 2-7084-0084-3                                                     |
| H         | |       | Hoboken (zie Hob)                    | |                                              |                                                                              |
| H         | | T     | Imogen Holst                         | Gustav Holst (vader van Imogen) | Engels                                       | 1974: ISBN 0-571-10004-X                                                     |
| H         | | T     | Cecil Hopkinson (1898-1977)          | John Field | Engels                                       | 1961                                                                         |
| HG        | Händel-Gesellschaft |       |                                      | Georg Friedrich Händel | Duits                                        | 1858-1902                                                                    |
| HHA       | Hallische Händel-Ausgabe                                                                                                 |       |                                      | Georg Friedrich Händel | Duits                                        | 1955-...                                                                     |
| Hob       | Hoboken-Verzeichnis |       | Anthony van Hoboken (1887-1983)      | Joseph Haydn | Duits                                        | 1957-1978: ISBN 3-7957-0003-5 (Bd. 3)                                        |
| HW        | |       | Hannsdieter Wohlfarth                | Johann Christoph Friedrich Bach | Duits                                        | 1971                                                                         |
| HWV       | Händel-Werke-Verzeichnis: Händel-Handbuch: gleichzeitig Supplement zu Hallische Händel-Ausgabe (Kritische Gesamtausgabe) |       | Bernd Baselt (1934-1993)             | Georg Friedrich Händel |                                              | 1978: ISBN 3-7618-0610-8, 1984: ISBN 3-7618-0715-5, 1986: ISBN 3-7618-0716-3 |
| J         | |       | Friedrich Wilhelm Jähns (1809-1888)  | Carl Maria von Weber | Duits                                        | 1871                                                                         |
| JC        | | T     | Newell Jenkins en Bathia Churgin     | Giovanni Battista Sammartini | Engels                                       | 1976: ISBN 0-674-87735-7                                                     |
| K         | | T     | Oskar Kaul (1885-1986)               | František Antonín Rössler oftewel Rosetti | Duits                                        | 1968                                                                         |
| K of Kk   | |       | Ralph Kirkpatrick (1911-1984)        | Domenico Scarlatti | Engels/Duits                                 | 1953, 1972                                                                   |
| K         | |       | Köchel (zie KV)                      | |                                              |                                                                              |
| K         | |       | Carl Krebs                           | Karl Ditters von Dittersdorf | Duits                                        | 1900                                                                         |
| K Anh     | Köchel-Anhang (supplement bij Köchel)                                                                                    |       |                                      | Wolfgang Amadeus Mozart | Duits                                        |                                                                              |
| K-E       | (herziening van Köchels catalogus)                                                                                       | CT    | Alfred Einstein (1880-1952)          | Wolfgang Amadeus Mozart | Duits                                        | 1937                                                                         |
| Kg        | |       | Georg Kinsky (1882-1951)             | Ludwig van Beethoven | Duits                                        | voltooid door Hans Halm, 1955: ISBN 3-87328-020-5                            |
| Kk        | |       | Kirkpatrick (zie K)                  | |                                              |                                                                              |
| KV        | Köchelverzeichnis: Chronologisch-thematisches Verzeichniss sämmtlicher Tonwerke Wolfgang Amade Mozart's                  | CT    | Ludwig von Köchel (1800-1877)        | Wolfgang Amadeus Mozart | Duits                                        | 1862                                                                         |
| L         | |       | François Lesure (1923-2001)          | Claude Debussy | Frans                                        | 1977: ISBN 2-8266-0657-3                                                     |
| L         | | T     | Alessandro Longo (1864-1945)         | Domenico Scarlatti | Italiaans                                    | diverse publicaties vanaf 1906?                                              |
| LWV       | | CT    | Herbert Schneider (1941)             | Jean-Baptiste Lully | Duits                                        | 1981: ISBN 3-7952-0323-6                                                     |
| M         | |       | Frederick Marvin (1926)              | Antonio Soler | Engels                                       |                                                                              |
| M         | |       | Paul Rapoport (1948)                 | Vagn Holmboe | Engels                                       |                                                                              |
| M, R, RC  | |       | Gian Francesco Malipiero (1882-1973) | Antonio Vivaldi | Italiaans                                    | 1968                                                                         |
| M         | |       | Gian Francesco Malipiero (1882-1973) | Claudio Monteverdi | Italiaans                                    | 1964                                                                         |
| MS        | |       | Klaus Häfner                         | Johann Melchior Molter | Duits                                        |                                                                              |
| MWV       | Molter-Werke-Verzeichnis                                                                                                 |       | Klaus Häfner                         | Johann Melchior Molter | Duits                                        |                                                                              |
| MWV       | Mendelssohn-Werkverzeichnis                                                                                              |       | Ralf Wehner                          | Felix Mendelssohn Bartholdy | Duits                                        | 2009, ISBN 978-3-7651-0317-9                                                 |
| NMA       | Neue Mozart-Ausgabe |       | Dietrich Berke en Wolfgang Rehm      | Wolfgang Amadeus Mozart | Duits                                        | 1955-2007                                                                    |
| P         | | T     | Lothar Perger                        | Michael Haydn | Duits                                        | 1959                                                                         |
| P         | | T     | Marc Pincherle (1888-1974)           | Antonio Vivaldi | Frans                                        | 1948                                                                         |
| P         | | T     | Milan Poštolka (1932-1993)           | Leopold Antonín Koželuh | Tsjechisch (samenvatting in Duits en Engels) | 1964                                                                         |
| R         | |       | John A. Rice                         | Vojtěch Matyáš Jírovec (in het buitenland vaak Adalbert Gyrowetz)                                                                                |                                              |                                                                              |
| R         | Lijst van werken | C     | Jan Olof Rudén                       | Hugo Alfvén | Zweeds                                       | 1972 (100e geboortedag Alfvén)                                               |
| R         | |       | Ricordi (zie M)                      | |                                              |                                                                              |
| Ra        | |       | Peter Raabe (1872-1945)              | Franz Liszt | Duits                                        | 1931                                                                         |
| RC        | |       | Ricordi (zie M)                      | |                                              |                                                                              |
| RN        | |       | Mario Rinaldi (1903-1985)            | Antonio Vivaldi | Italiaans                                    | 1944?                                                                        |
| RO        | |       | Robert Offergeld                     | Louis Moreau Gottschalk | Engels                                       | 1970                                                                         |
| RV        | Ryom-Verzeichnis |       | Peter Ryom (1937)                    | Antonio Vivaldi | Deens                                        | 1973                                                                         |
| S         | |       | Joel Sachs                           | Johann Nepomuk Hummel | Engels                                       | 1974                                                                         |
| S         | |       | Schmieder (zie BWV)                  | |                                              |                                                                              |
| S         | |       | Gustav Seibel                        | Johann David Heinichen | Duits                                        | 1913                                                                         |
| Se        | |       | Humphrey Searle (1915-1982)          | Franz Liszt | Engels                                       | 1954                                                                         |
| SR        | |       | Samuel Rubio                         | Antonio Soler | Spaans                                       |                                                                              |
| SSWV      | Samuel-Scheidt-Werke-Verzeichnis                                                                                         |       | Klaus-Peter Koch                     | Samuel Scheidt | Duits                                        | 2000                                                                         |
| SV        | Stattkus-Verzeichnis |       | Manfred Stattkus                     | Claudio Monteverdi | Duits                                        | 1985                                                                         |
| SWV       | Schütz-Werke-Verzeichnis                                                                                                 |       | Werner Bittinger                     | Heinrich Schütz | Duits                                        | 1960                                                                         |
| SwWV      | Sweelinck-Werke-Verzeichnis                                                                                              |       | Pieter Dirksen                       | Jan Pieterszoon Sweelinck | Duits                                        | 2006 (MGG)                                                                   |
| Sz        | | CT    | András Szőllősy (1921-2007)          | Béla Bartók | Hongaars                                     |                                                                              |
| TrV       | |       | Franz Trenner (1915-1992)            | Richard Strauss | Duits                                        |                                                                              |
| TWV       | Telemann-Werke-Verzeichnis                                                                                               |       | Martin Ruhnke (1921-2004)            | Georg Philipp Telemann | Duits                                        | 1984: ISBN 3761806558, 1992: ISBN 3761810431, 1999: ISBN 3761813988          |
| VB        | |       | Bertil H. van Boer jr. (1952)        | Joseph Martin Kraus | Duits                                        | 1988: ISBN 91-85428-52-3                                                     |
| VB        | Valentini Bakfark Opera Omnia                                                                                            |       | István Homolya en Dániel Benkő       | Bálint Bakfark |                                              |                                                                              |
| WKO       | |       | Walter Knape (1906-2000)             | Karl Friedrich Abel | Duits                                        | 1971                                                                         |
| WoO       | |       |                                      | Werk ohne Opuszahl (werk zonder opusnummer) |                                              |                                                                              |
| WoO       | |       | Georg Kinsky (1882-1951)             | Ludwig van Beethoven (Kinsky's catalogus van Beethovens werken zonder opusnummer)                                                                |                                              | 1955                                                                         |
| Wq (Wot)  | | T     | Alfred Wotquenne (1867-1939)         | Carl Philipp Emanuel Bach |                                              | 1905                                                                         |
| Wq (Wot)  | | T     | Alfred Wotquenne (1867-1939)         | Christoph Willibald Gluck |                                              | 1904                                                                         |
| WV        | Wagenseil-Verzeichnis |       | Helga Schölz-Michelitsch             | Georg Christoph Wagenseil | Duits                                        | 1966, 1972                                                                   |
| WWV       | Wagner-Werke-Verzeichnis                                                                                                 |       | Deathridge, Geck en Voss             | Richard Wagner | Duits                                        | 1985: ISBN 3-7957-2201-2                                                     |
| Z         | |       | Franklin B. Zimmerman (1923)         | Henry Purcell | Engels                                       |                                                                              |
| Z         | | T     | Dieter Zimmerschied                  | Johann Nepomuk Hummel |                                              | 1971: ISBN 3-87350-000-0                                                     |
| ZWV       | | T     | Wolfgang Reich (1927)                | Jan Dismas Zelenka | Duits                                        | 1985                                                                         |